# 港区立白金の丘学園
港区立白金の丘学園（みなとくりつ しろかねのおかがくえん）は、東京都港区白金四丁目にある公立小中一貫教育校。

## 概要
白金の丘学園は、港区内2校目の一体型の小中一貫教育校として教育活動に取り組んでいる。学園は東京メトロ南北線の白金高輪駅の西北西方向、都営三田線の白金高輪駅の西北西方向に位置する。また、首都高速2号目黒線の天現寺出入口が真北にある。校地は都道305号が北側に面し、南側の隣接地に聖心女子学院初等科・中等科・高等科、北側には北里大学北里研究所病院、南側方向には東京大学医科学研究所附属病院がある。

## 沿革
- 2015年（平成27年）4月1日 - 旧港区立三光小学校、港区立神応小学校、港区立朝日中学校の3校が統合し、港区立小中一貫教育校「港区立白金の丘学園」として開校。

## 教育方針
教育目標
「自ら学び 自ら考え 自ら行動する人」「相手を思いやり 礼節ある人」「よく運動し 強い心と健康なからだをつくる人」
小中一貫教育の目的と実施内容
目的
小中学校の学習内容の接続を重視した新しい学習カリキュラムと一貫した指導により、柔軟で効果的な教育を行い、子どもたちに新たな教育と地域に根ざした魅力ある学校を提供する。
実施内容
2010年（平成22年）4月に、港陽中学校通学区域において、港区で初めての小中一貫教育校となるお台場学園が、港陽小学校と港陽中学校を母体として開校。
朝日中学校通学区域においては、2015年（平成27年）度の三光小学校、神応小学校及び朝日中学校を母体とする施設一体型の小中一貫教育校の開校を目指し、現在、地域住民、保護者・PTA等と連携を図りながら、小中一貫のカリキュラムの作成、指導体制、校務分掌の見直し、4-3-2制の教育区分による発達段階に応じた教育活動の展開、5・6年からの一部教科担任制の導入の準備を進めている。
小中一貫教育の今後の全区への拡大については、教育区分やカリキュラム、一部教科担任制、学校の運営体制などの検証を踏まえ、施設隣接型やカリキュラム連携型における小中一貫教育を検討している。
校歌
作詞・作曲 - 都倉俊一
校章
デザイン - 福邉幸一 「鳥の翼と白金の丘に開花する旧三光小学校、神応小学校、朝日中学校の3校の桜の花びら」をイメージ。
小学校の児童数と教員数
| 年度     | 児童総数 | 1年生 | 2年生 | 3年生 | 4年生 | 5年生 | 6年生 | 教員数 | 職員数 |
| -------- | -------- | ----- | ----- | ----- | ----- | ----- | ----- | ------ | ------ |
| 平成27年 | 406人    | 100人 | 104人 | 63人  | 51人  | 54人  | 34人  | 20人   | 8人    |
| 平成28年 | 508人    | 127人 | 105人 | 102人 | 68人  | 53人  | 53人  | 26人   | 8人    |
| 平成29年 | 593人    | 130人 | 129人 | 109人 | 104人 | 71人  | 50人  | 32人   | 7人    |
| 平成30年 | 654人    | 111人 | 129人 | 128人 | 108人 | 101人 | 77人  | 33人   | 9人    |
| 令和元年 | 713人    | 139人 | 108人 | 131人 | 128人 | 107人 | 100人 | 40人   | 10人   |
| 令和2年  | 747人    | 128人 | 135人 | 110人 | 134人 | 132人 | 108人 | 37人   | 9人    |
| 令和3年  | 756人    | 123人 | 125人 | 133人 | 112人 | 134人 | 129人 | 37人   | 9人    |
| 令和4年  | 737人    | 118人 | 117人 | 125人 | 134人 | 108人 | 135人 | 37人   | 9人    |
| 令和5年  | 746人    | 131人 | 116人 | 145人 | 125人 | 116人 | 113人 | 36人   | 5人    |

中学校の生徒数と教員数
| 年度     | 生徒総数 | 1年生 | 2年生 | 3年生 | 教員数 | 職員数 |
| -------- | -------- | ----- | ----- | ----- | ------ | ------ |
| 平成27年 | 112人    | 60人  | 30人  | 22人  | 15人   | 1人    |
| 平成28年 | 132人    | 35人  | 63人  | 34人  | 13人   | 1人    |
| 平成29年 | 172人    | 74人  | 35人  | 63人  | 13人   | 1人    |
| 平成30年 | 151人    | 40人  | 74人  | 37人  | 20人   | 1人    |
| 令和元年 | 170人    | 57人  | 41人  | 72人  | 19人   | 1人    |
| 令和2年  | 155人    | 55人  | 57人  | 43人  | 21人   | 1人    |
| 令和3年  | 180人    | 68人  | 55人  | 57人  | 18人   | 1人    |
| 令和4年  | 196人    | 71人  | 71人  | 54人  | 18人   | 1人    |
| 令和5年  | 215人    | 75人  | 68人  | 72人  | 20人   | 1人    |

## 通学区域
小・中学校の住所別通学区域（平成27年4月1日から適用）
| 南麻布 二丁目 | 南麻布 三丁目 | 南麻布 四丁目 | 高輪 一丁目 | 白金 一丁目 | 白金 二丁目 | 白金三丁目 - 六丁目 | 白金台 四丁目 | 白金台 五丁目 |
| ------------- | ------------- | ------------- | ----------- | ----------- | ----------- | ------------------- | ------------- | ------------- |
| 15番          | 22番          | 13 - 15番     | 1 - 3番     | 全域        | 1 - 5番     | 全域                | 6番・20番     | 1 - 12番      |

## 交通
鉄道
- 東京メトロ南北線 - 白金高輪駅より徒歩10分。
- 都営三田線 - 白金高輪駅より徒歩10分。

路線バス
- 都営バス - 田87系統、三光坂下駅より徒歩4分、北里研究所前駅より徒歩3分。都06系統、品97京葉、光林寺前駅より徒歩10分。